# Josué Fiallo
Josué Antinoe Fiallo Billini Portorreal (Santo Domingo, Distrito Nacional; 8 de mayo de 1980) es un abogado, académico, escritor y diplomático dominicano.
Ha sido embajador extraordinario, y plenipotenciario de República Dominicana en Costa Rica y representante permanente ante la Organización de los Estados Americanos (OEA) donde fue presidente de su Consejo Permanente, presidente del Consejo Interamericano para el Desarrollo Integral (CIDI), de la Comisión de Asuntos Jurídicos y Políticos (CAJP), y del Comité Interamericano contra el terrorismo (CICTE). Además, fue coordinador político de la misión de República Dominicana ante el Consejo de Seguridad y también enviado especial ante los Organismos Internacionales con sede en Ginebra.
A nivel doméstico participó en la reforma de la Constitución de República Dominicana en 2010, y posteriormente se involucró en reformas a la legislación nacional vinculadas con: derechos humanos, fuerzas armadas, policía, el sistema de justicia, la migración, contra terrorismo, el lavado de dinero y el control de armas.

## Biografía
Josué Antinoe Fiallo Billini Portorreal nació el 8 de mayo de 1980 en la ciudad de Santo Domingo, República Dominicana. Es hijo de José Antinoe Fiallo Billini, un abogado y profesor universitario dominicano; y de Mayra Portorreal, una química y profesora universitaria dominicana.

### Formación
Fiallo asistió al Colegio Loyola de Santo Domingo, institución académica de sacerdotes de la Compañía de Jesús, donde cursó sus estudios primarios y del bachillerato. Posteriormente ingresó en Universidad Iberoamericana de Santo Domingo y, bajo la asesoría de Eduardo Latorre Rodríguez, obtuvo el título de doctor en Derecho summa cum laude.
Más adelante fue seleccionado como Chevenig Scholar por el gobierno de Gran Bretaña para cursar estudios de postgrado en el Departamento de Gobierno del London School of Economics, en Londres, Inglaterra. Allí obtuvo un título en Políticas Públicas y Administración. Se especializó en gobierno, con un enfoque en administración y gestión pública, adquiriendo conocimientos avanzados en coordinación interinstitucional, control de gasto público y evaluación de políticas. Uno de sus mentores fue Sir John Bourn, Contralor y Auditor General del Reino Unido, con quien profundizó en prácticas de auditoría y control fiscal aplicadas a la gestión de recursos públicos.
Es también egresado del programa de formación de la Unidad para la Promoción de la Democracia (UPD)  de la OEA, del Instituto de Educación Superior Especializado en Formación Diplomática y Consular (INESDYC) del Ministerio de Relaciones Exteriores de República Dominicana y del Centro Europeo de Estudios de Seguridad “George C. Marshall”, en Garmisch-Partenkirchen, Alemania.

### Servicio Público
Tras completar su formación en la Escuela Diplomática, Josué Fiallo fue designado consejero en la Embajada de la República Dominicana en Londres. Más tarde, fue ascendido y nombrado embajador de República Dominicana ante la Organización Marítima Internacional. Años después, fue puesto en comisión de servicio para trabajar en la Asamblea Nacional Revisora de la Constitución, donde se desempeñó como asesor de la Comisión de Justicia y participó en la adecuación de nuevas leyes requeridas por la Carta Magna reformada. Además, formó parte del equipo de apoyo en las primeras tres convocatorias del Consejo Nacional de la Magistratura, que designó a los miembros de la Suprema Corte de Justicia, el Tribunal Constitucional y el Tribunal Superior Electoral.
Posteriormente, el Ministerio de Relaciones Exteriores lo asignó nuevamente en comisión de servicio, donde asumió un rol en el equipo responsable de la concepción, diseño e implementación del Sistema Nacional de Atención a Emergencias y Seguridad (9-1-1) en República Dominicana. Durante este período, también participó activamente en la redacción de importantes leyes orgánicas, como las del Ministerio de Relaciones Exteriores, la Policía Nacional, las Fuerzas Armadas, y la ley de regulación salarial del Estado dominicano, así como en legislaciones clave sobre control de armas, municiones, materiales relacionados, lavado de activos, migración y financiamiento del terrorismo.
Además, tras la Crisis diplomática entre República Dominicana y Haití de 2013, Fiallo fue parte de las misiones oficiales en la OEA en Washington, la ONU en Nueva York y Ginebra, así como a la FAO y la Ciudad del Vaticano. En 2015, Fiallo fue designado como embajador en Misión Especial ante los Organismos Internacionales en Ginebra, Suiza. En este rol, participó en múltiples foros diplomáticos y académicos, abordando temas de derechos humanos, regulación de la migración y nacionalidad, incluyendo participaciones en el ACNUR, la Oficina del Alto Comisionado de las Naciones Unidas para los Derechos Humanos y la OIM en Ginebra, la CIDH en Washington, y en universidades europeas.   Además, se desempeñó como vocero del Estado dominicano en estos temas relacionados con los derechos humanos, la migración y la nacionalidad, incluyendo la crisis diplomática entre República Dominicana y Haití, la sentencia 168, el Plan Nacional de Regularización instituido mediante el decreto presidencial número 327-13, el Diálogo Binacional de Alto Nivel y la adopción y resultados de la ley de naturalización especial que establece un régimen especial para personas nacidas en el territorio nacional inscritas irregularmente en el registro civil dominicano.

### Coordinador Político en la Misión ante el Consejo de Seguridad

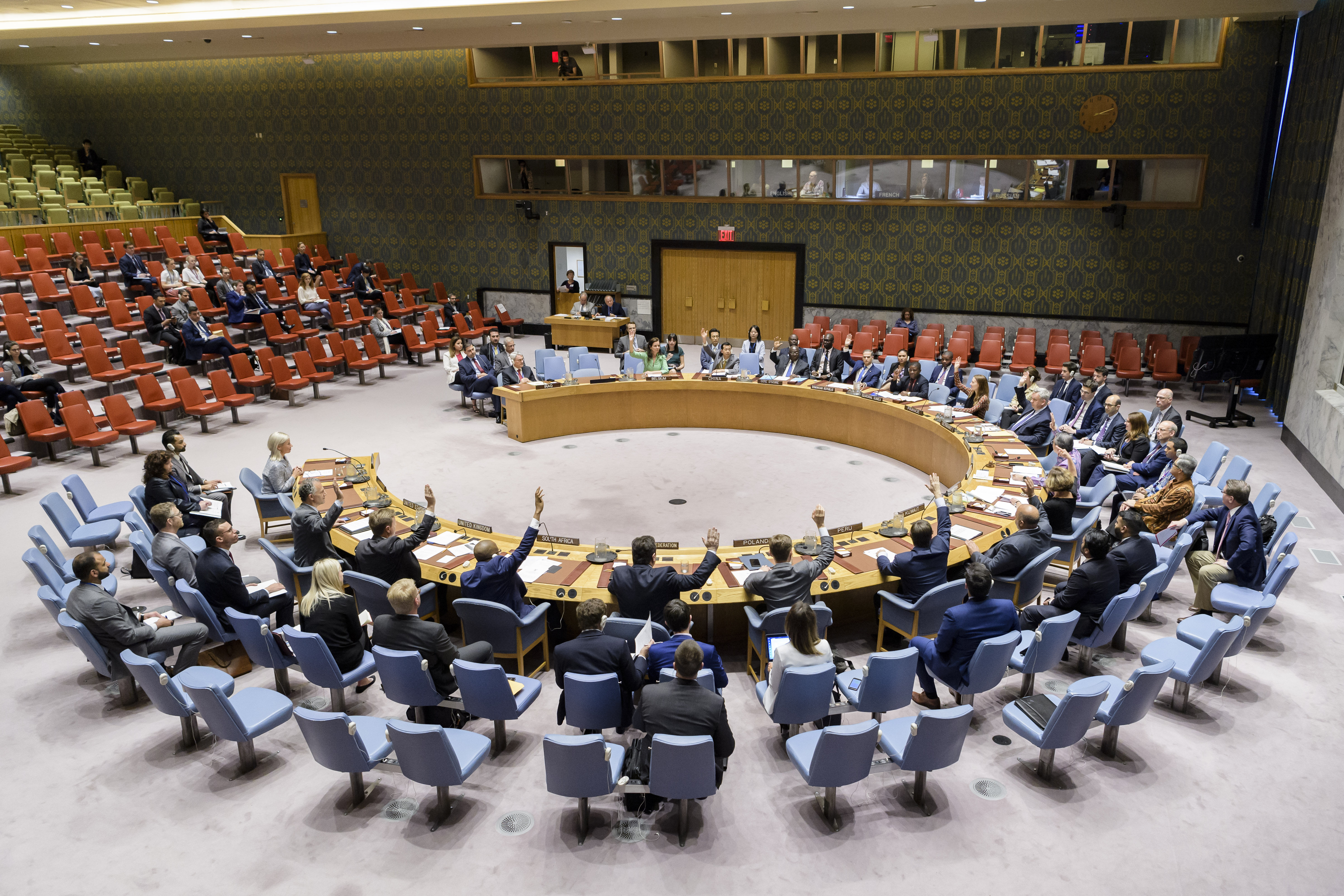
Fiallo vota en el Consejo de Seguridad el 21 de mayo de 2019 en Nueva York.

El 1 de enero de 2019, Josué Fiallo asumió el rol de Coordinador Político de la Misión de República Dominicana en el Consejo de Seguridad, un hito significativo ya que era la primera vez que el país ocupaba un asiento en este Consejo. Durante su mandato, República Dominicana enfocó sus esfuerzos en la mediación, alineando sus acciones con los principios de su política exterior, que incluyen el respeto a la soberanía y la igualdad entre los Estados, la no intervención, la autodeterminación de los pueblos, la búsqueda de la paz y la justicia social, la democracia, el Estado de Derecho, y el compromiso con los derechos humanos y el desarrollo humano. Fiallo lideró un equipo internacional para abordar conflictos globales, especialmente en África, Asia y Oriente Medio, y promovió una agenda que cubría el cambio climático, la democracia, los derechos humanos, la no proliferación de armas de destrucción masiva, la salud y los derechos sexuales y reproductivos, la protección de refugiados, la seguridad alimentaria, y la lucha contra el crimen organizado y el terrorismo. Su liderazgo incluyó el desarrollo y la implementación de procedimientos operativos estandarizados para una coordinación y respuesta eficaces.

### Representante Permanente ante la Organización de los Estados Americanos

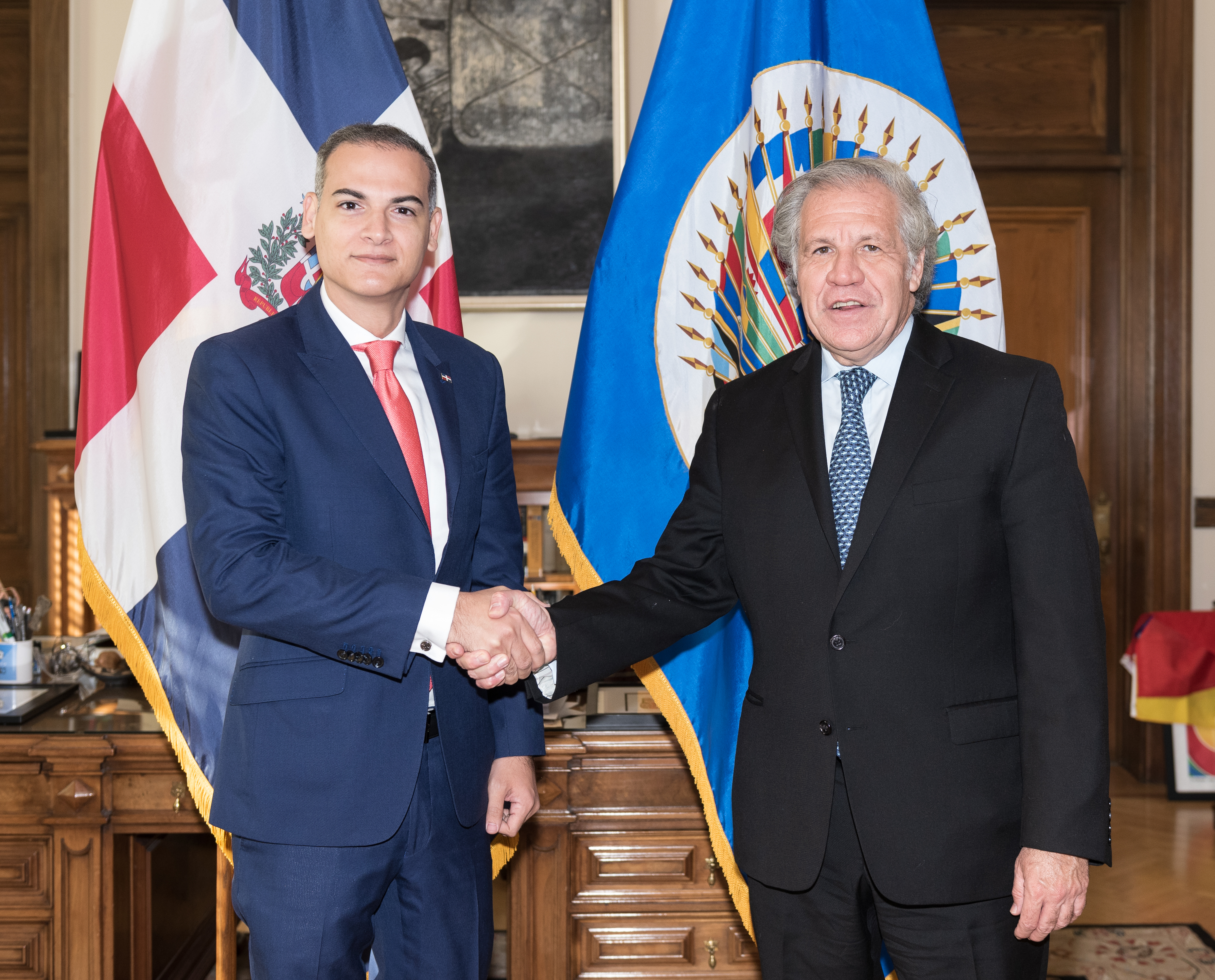
Fiallo presentando cartas credenciales ante el Secretario General.

El 16 de octubre de 2019, Josué Fiallo fue designado representante permanente de República Dominicana ante la Organización de Estados Americanos Organización de Estados Americanos (OEA), presentando sus cartas credenciales el 15 de noviembre de 2019 en Washington D. C. En la ceremonia, reafirmó el compromiso dominicano con los principios de la OEA, destacando la importancia de abordar colectivamente temas como la situación en Haití, el cambio climático, los derechos humanos y el fortalecimiento democrático. 
Además, enfatizó el compromiso con el Sistema Interamericano de Derechos Humanos y su intención de promover consensos y soluciones democráticas y pacíficas en la OEA. Bajo su liderazgo, República Dominicana presidió varias comisiones y grupos de trabajo, incluyendo la Comisión Interamericana de Mujeres (CIM), el Grupo de Trabajo sobre Narcotráfico Marítimo, la Red Interamericana de Catastro y Registro de la Propiedad (RICRP), el Comité Interamericano contra el Terrorismo (CICTE) y la Comisión de Asuntos Jurídicos y Políticos (CAJP) del Consejo Permanente. Además, se obtuvieron las presidencias del Grupo de Expertos para el Control del Lavado de Activos (GELAVEX), la Red Interamericana de Compras Gubernamentales (RIGC) y del Mecanismo de Seguimiento de la Implementación de la Convención Interamericana contra la Corrupción (MESICIC), asumidas en 2024.

Fiallo junto al Presidente Luis Abinader, el Canciller Roberto Álvarez y el Secretario General Luis Almagro, en Washington D. C. en septiembre de 2022.

La Misión Permanente de República Dominicana ante la OEA desempeñó un papel clave en la observación de las elecciones de 2020 en el país, facilitando la Misión de Observación Electoral de la OEA. En 2021, la misión introdujo propuestas para modernizar las reglas de procedimiento del Consejo Permanente, incluyendo la planificación de las presidencias, el trabajo virtual, la adopción del voto electrónico y la transparencia en las votaciones de las resoluciones. Por primera vez, se elaboró un plan de trabajo específico para la presidencia del Consejo Permanente, implementado de octubre a diciembre de 2021. También promovió la cultura y transparencia institucional de República Dominicana mediante eventos como la presentación del documental sobre la vida y obra de la artista Celeste Woss y Gil en el Museo de Arte de las Américas, la exposición del pintor Julio Valdez y jornadas de cine dominicano.
En 2022, la misión emprendió significativas iniciativas de digitalización y modernización, incluyendo la digitalización de actas y libros históricos de la Biblioteca Colón, facilitando el acceso público a este patrimonio documental. También modernizó la infraestructura tecnológica y física de su sede, reflejando su compromiso con la eficiencia y modernización.

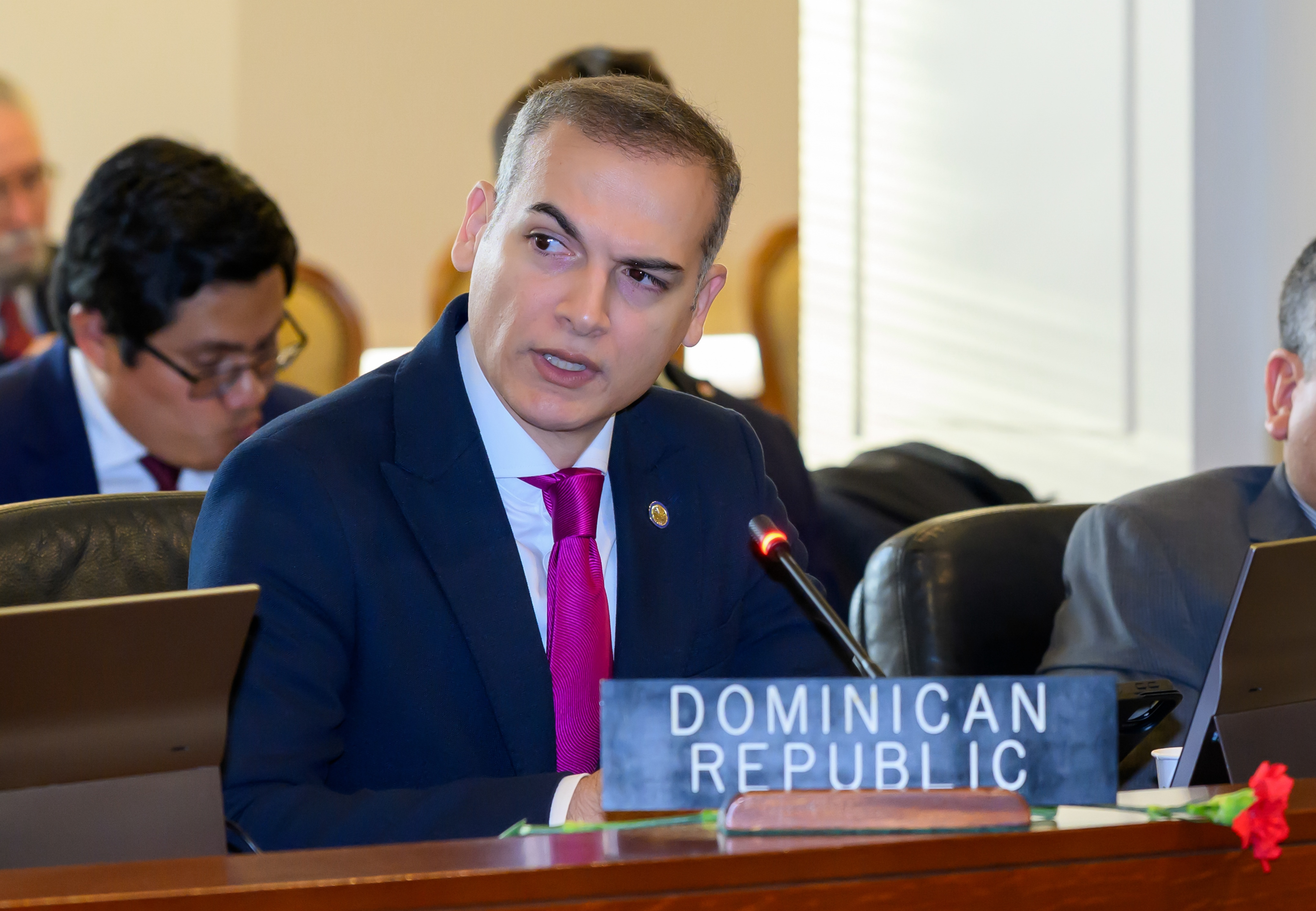
Fiallo interviene en una reunión sobre la Situación en Guatemala en noviembre de 2023.

Durante 2023, la Misión Permanente dominicana intensificó su trabajo en áreas clave, subrayando su compromiso con el desarrollo integral y la cooperación regional en temas de seguridad, gobernanza ética y cultural. Participó activamente en la promoción de asuntos de desarrollo social y ciberseguridad. Estas acciones resaltaron la importancia de la colaboración interamericana para fortalecer la seguridad digital y avanzar en políticas sociales efectivas. Asimismo, la misión mostró un firme compromiso con la cultura y la ética gubernamental, participando en eventos culturales interamericanos y liderando iniciativas de transparencia. 
La misión también priorizó la diplomacia en temas de salud pública y gobernanza, presidiendo junto al Ministerio de Salud Pública sesiones importantes de la Organización Panamericana de la Salud (OPS) y participando en reuniones sobre transparencia, reflejando su influencia en la región. Además, asumió roles de liderazgo en organismos interamericanos y participó en discusiones importantes sobre observación electoral y en asuntos bilaterales entre República Dominicana y Haití, demostrando su dedicación a la democracia y la cooperación hemisférica.

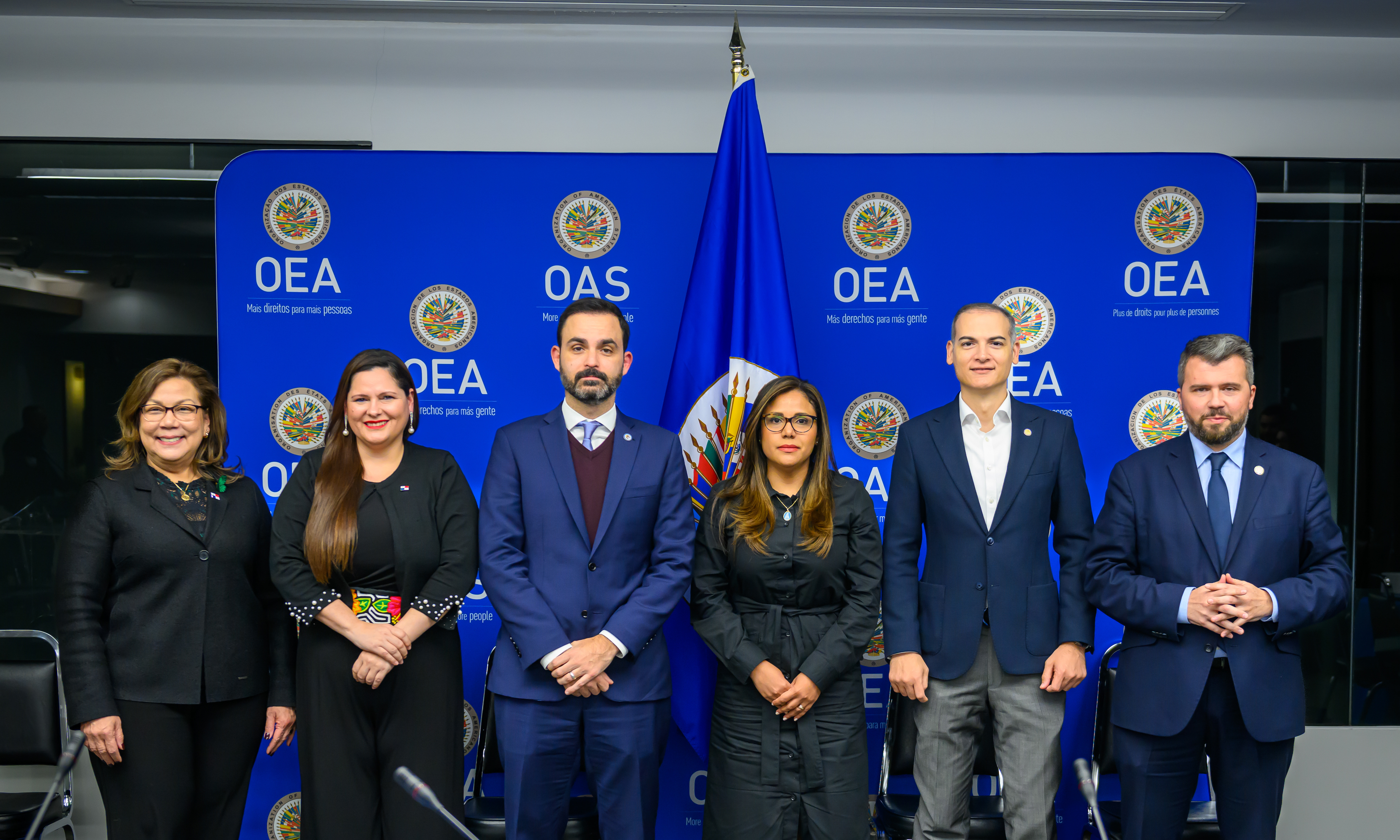
Fiallo durante la reunión del GELAVEX en Washington D. C. en septiembre de 2023.

Entre los logros más destacados de 2022 estuvo la participación de la misión en la organización y coordinación de la IX Cumbre de las Américas en junio, donde la delegación dominicana, liderada por el presidente Luis Abinader y el canciller Roberto Álvarez, abordó temas críticos sobre democracia, desarrollo social y cooperación interamericana. En octubre de 2022, República Dominicana fue elegida para asumir la presidencia del Proceso de Cumbres de las Américas para el período 2023-2026, en reconocimiento a su liderazgo regional. 
En el ámbito de desarrollo social y derechos humanos, la misión lideró importantes iniciativas, como la V Reunión de Ministros y Altas Autoridades de Desarrollo Social en noviembre, reafirmando el compromiso dominicano con un desarrollo inclusivo.  Asimismo, la firma de un Acuerdo de Cooperación entre el Tribunal Superior Electoral y la Secretaría General de la OEA para incorporar el enfoque de género en el TSE reflejó el enfoque progresista del país en derechos humanos y equidad de género.  También la elección de Julio José Rojas Báez como miembro del Comité Jurídico Interamericano (CJI) permitió destacar la contribución dominicana al fortalecimiento del marco jurídico interamericano. Además, desde su posición, Fiallo impulsó la creación del Grupo Voluntario de Seguimiento a la Carta Democrática Interamericana en el marco de la Asamblea General de 2023. 

#### Presidente del Comité Interamericano contra el Terrorismo (CICTE) 2020-2021

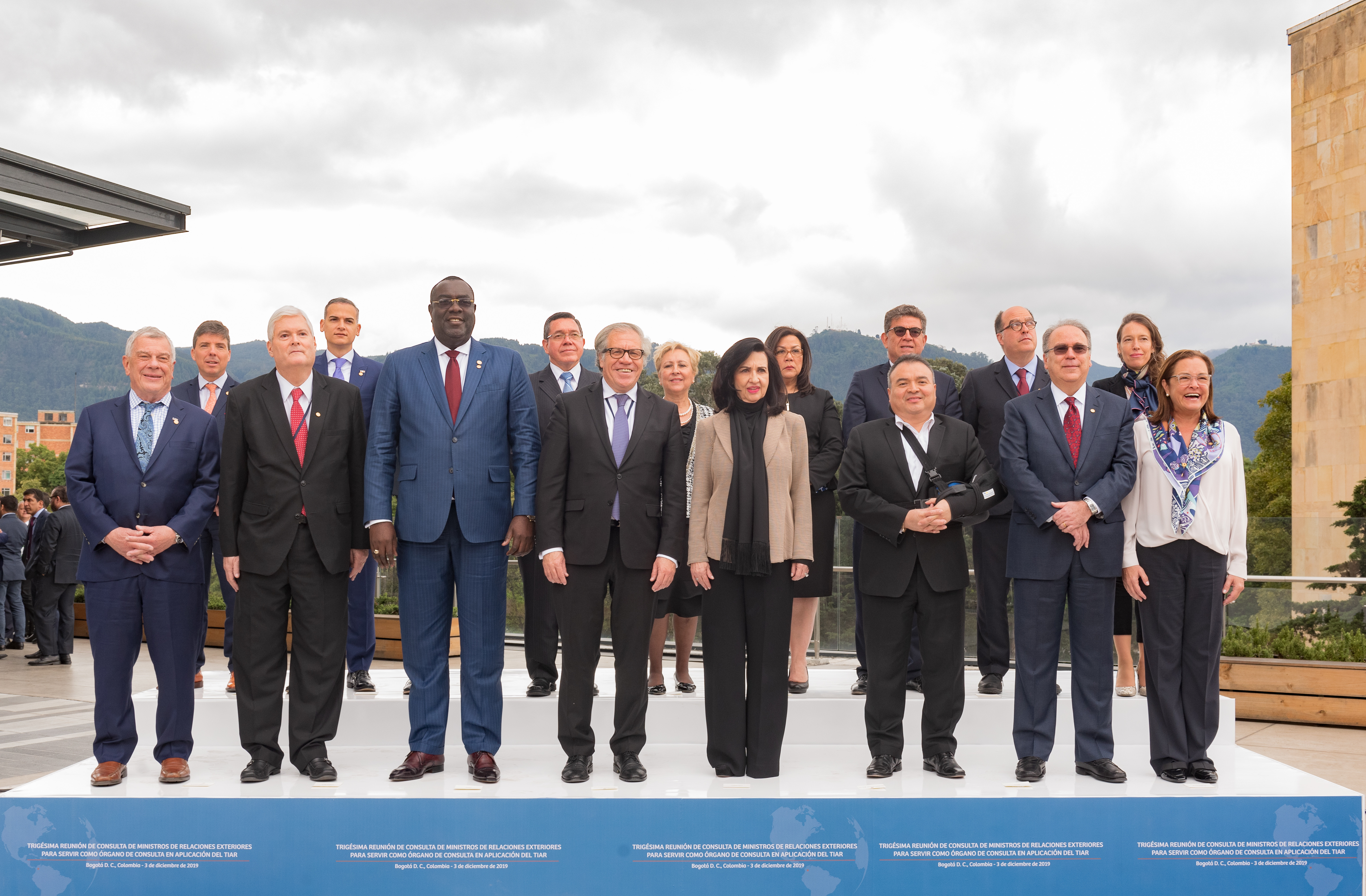
Fiallo junto a los demás jefes de misión en la Reunión del Órgano de Consulta del Tratado Interamericano de Asistencia Recíproca en Bogotá en diciembre de 2019.

El 25 de septiembre de 2020, Josué Fiallo hizo historia al convertirse en el primer dominicano en presidir el Comité Interamericano contra el Terrorismo (CICTE) para el período 2020-2021, durante el Vigésimo Período Ordinario de Sesiones. El CICTE, enfocado en prevenir y combatir el terrorismo en las Américas, fue dirigido por Fiallo en un contexto desafiante marcado por la pandemia de COVID-19. En su gestión, Fiallo subrayó la importancia de abordar las nuevas modalidades y amenazas terroristas, advirtiendo sobre la adaptación de los grupos terroristas a la realidad pandémica para explotar vulnerabilidades estatales, particularmente mediante la web y redes sociales para el reclutamiento y el apoyo. Hizo énfasis en la cooperación interamericana en áreas clave como bioseguridad, ciberseguridad, protección de infraestructuras críticas, seguridad fronteriza y turística.

#### Presidente de la Comisión de Asuntos Jurídicos y Políticos (CAJP) 2021-2022

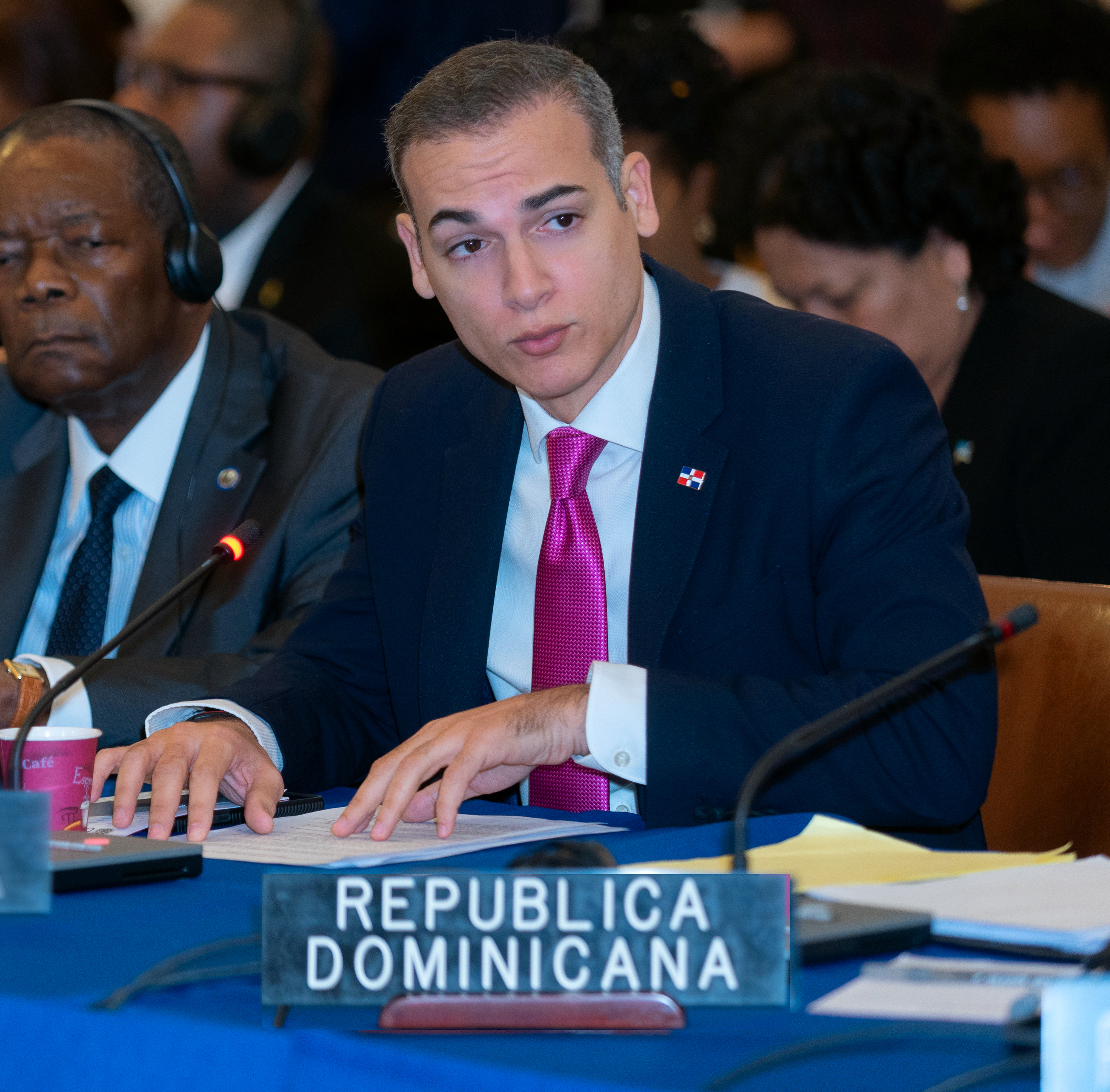
El embajador Josué Fiallo en Washington, D.C. en diciembre de 2021.

El 27 de enero de 2021, Josué Fiallo fue unánimemente elegido por el Consejo Permanente de la Organización de Estados Americanos (OEA) como presidente de la Comisión de Asuntos Jurídicos y Políticos (CAJP). Su candidatura, fue presentada por el embajador Olger Ignacio González Espinosa de Costa Rica en nombre del Sistema de Integración Centroamericana (SICA) y secundada por el representante permanente de Chile, Hernán Salinas. 
Al asumir el cargo, Fiallo se comprometió a mantener un equilibrio, trabajo y diálogo constantes para alcanzar consensos en la agenda hemisférica de la Comisión, siguiendo las resoluciones aprobadas por los cancilleres en la Asamblea General de octubre de 2020, que incluían temas como el fortalecimiento de la democracia, los derechos humanos y el derecho internacional.
Bajo la presidencia de Fiallo, la CAJP comenzó a trabajar el 11 de febrero de 2021, tras su elección y la de las vicepresidencias de la Comisión. Se aprobó un plan de trabajo que incluía 23 temas de derechos humanos, 11 de fortalecimiento democrático y 3 de derecho internacional. Además, se creó un grupo de trabajo liderado por el embajador de Ecuador Carlos Jàtiva, que propuso una reforma al reglamento del Consejo Permanente, aprobada el 14 de julio de 2021. Durante 2021, la CAJP realizó 16 sesiones ordinarias, 10 extraordinarias (incluyendo una conjunta con la CISC), 5 reuniones informales para negociar resoluciones y 30 consultas informales. El grupo de trabajo sobre la reforma del reglamento del Consejo Permanente tuvo 7 reuniones informales y 2 formales. En total, se llevaron a cabo 71 reuniones de la CAJP en 2021. Fiallo presentó su informe de gestión al Consejo Permanente el 4 de noviembre de 2021.

#### Presidente del Consejo Permanente de la Organización de los Estados Americanos 2021-2022

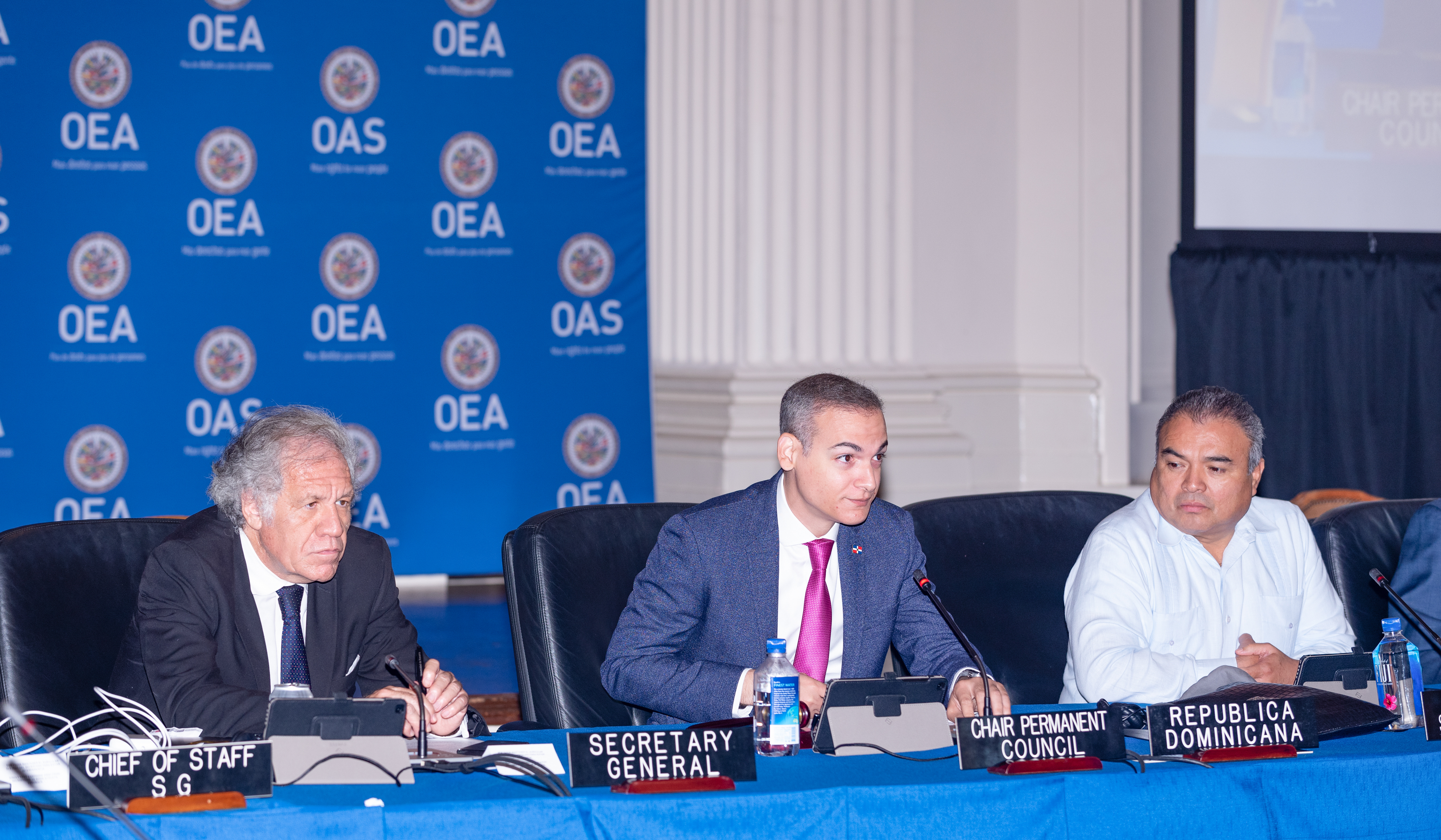
Fiallo preside una sesión del Consejo Permanente de la OEA en noviembre de 2021.

Josué Fiallo asumió la presidencia del Consejo Permanente de la OEA el 1 de octubre de 2021, marcando la quinta ocasión en que República Dominicana ocupó este rol, con el objetivo de fortalecer su presencia y liderazgo dentro de la organización y sus relaciones con los Estados miembros. La presidencia, se enfocó en temas cruciales para el continente americano, como el cambio climático, la equidad de género, la violencia contra la mujer, la protección de los derechos humanos y la defensa de los valores democráticos.
Durante su mandato, el Consejo Permanente realizó siete sesiones ordinarias, cinco extraordinarias y una protocolar, abordando temas como la conmemoración de días internacionales dedicados a las personas mayores, la violencia contra la mujer, la corrupción, y las personas con discapacidad; la promoción del desarrollo sostenible; un panel sobre una Convención de Salud Pública Global; el informe sobre Nicaragua; y las solicitudes de observador permanente de Uzbekistán y Australia. También se trató la situación en Nicaragua y el uso sostenible del océano.
Bajo la presidencia de Fiallo, la Misión Permanente dominicana ante la OEA organizó una "Muestra de Cine Dominicano" en el Museo de Arte de las Américas de la OEA, presentando "La Familia Reyna" y "Santo Domingo Primada de América/ Hay un país en el mundo". Además, el 7 de diciembre de 2021, el Consejo Permanente recibió en sesión protocolar al Presidente de Guatemala, Alejandro Giammattei Falla.

#### Presidente del Consejo Interamericano para el Desarrollo Integral (CIDI) 2023
El 7 de julio de 2023, el embajador Josué Fiallo asumió la presidencia del Consejo Interamericano para el Desarrollo Integral (CIDI) en Washington D. C., marcando la tercera vez que República Dominicana lidera este importante órgano. 
En su discurso inaugural, Fiallo delineó las principales líneas de acción para la presidencia dominicana del CIDI, destacando la importancia del turismo sostenible como modelo de desarrollo, el impacto y las oportunidades que ofrecen los neobancos para la inclusión y digitalización financiera, la reconstrucción y optimización de las cadenas de suministro y la integración comercial post-COVID-19 y tras el conflicto en Ucrania.  Además, enfatizó la transición hacia la energía limpia en respuesta al cambio climático, incluyendo la implementación de energías limpias como el hidrógeno verde y la movilidad eléctrica. Fiallo también resaltó el papel de la cultura y la economía naranja como motores de crecimiento económico sostenible, y abordó los desafíos del cambio climático, como el aumento del nivel del mar, y su impacto en el derecho internacional, la seguridad alimentaria, el desplazamiento humano y el turismo.

### Embajador Extraordinario y Plenipotenciario en la República de Costa Rica
En noviembre de 2023 Fiallo fue designado embajador extraordinario y plenipotenciario en la República de Costa Rica, por el presidente Luis Abinader mediante decreto 576-23. Su designación fue aprobada por el Senado de la República el 13 de diciembre de 2023. Fiallo presentó copias de estilo al Ministerio de Relaciones Exteriores en San José el día 24 de enero de 2024 a la viceministra de Asuntos Bilaterales y de Cooperación Internacional Lydia María Peralta Cordero. Presentó cartas credenciales el día 26 de enero de 2024 al primer vicepresidente de Costa Rica Don Stephan Brunner Neibig en San José.
Tras la entrega de sus credenciales oficiales, inició una gestión orientada al fortalecimiento de las relaciones diplomáticas y la cooperación bilateral en áreas estratégicas. En materia de seguridad, Fiallo ha promovido un enfoque integral que abarca la seguridad pública, atención a emergencias, videovigilancia y ciberseguridad, fomentando el intercambio de experiencias y buenas prácticas con las autoridades costarricenses para mejorar la seguridad y resiliencia de ambas naciones.
En el ámbito comercial, su gestión puso un énfasis particular en la promoción de empresas dominicanas en el mercado costarricense, especialmente en los sectores de productos agropecuarios y turismo. A través de esfuerzos de promoción y misiones comerciales, ha facilitado oportunidades para que estos productos ingresen y se consoliden en el mercado costarricense.
Fiallo también impulsó la promoción cultural de la República Dominicana en Costa Rica, fomentando el intercambio de expertos, gestores culturales, artistas y artesanos dominicanos visitaron el país en iniciativas de cooperación. Estos intercambios han abarcado presentaciones destacadas y actividades académicas que reflejan la riqueza y diversidad de la cultura dominicana, fortaleciendo así los lazos culturales y el entendimiento mutuo entre ambas naciones.
Además, Fiallo priorizó la mejora de los servicios consulares, asegurando una asistencia eficiente y humanizada a la diáspora dominicana en Costa Rica. En el ámbito político, ha mantenido un diálogo constante con las autoridades locales y otras embajadas, colaborando en iniciativas regionales, particularmente en el marco de la Alianza para el Desarrollo en Democracia (ADD). Su gestión reflejó un compromiso con el desarrollo sostenible, la promoción de los derechos humanos y el fortalecimiento de los lazos culturales entre ambos países. 
En octubre de 2024, Fiallo solicitó su relevo de funciones, tras afirmar haber cumplido con los objetivos establecidos por el gobierno dominicano. El 11 de diciembre de 2024, el presidente Luis Abinader designó a la sustituta del embajador Fiallo en Costa Rica, quien asumió sus funciones en marzo de 2025.

## Actualidad
En mayo de 2025 Fiallo anunció la publicación de un libro titulado "Diplomacia de crisis: Guatemala, la OEA y la esperanza democrática en 2023". La presentación del libro la hizo el presidente de la República de Guatemala, Bernardo Arévalo de León en el marco de la Feria Internacional del Libro de Guatemala en julio de 2025.
A lo largo de diez capítulos Fiallo hace una crónica novelada donde documenta desde una perspectiva en primera persona el papel del sistema interamericano durante la crisis postelectoral en Guatemala tras las elecciones generales de 2023. A través de un estilo narrativo que combina análisis político, memorias diplomáticas y reconstrucción dramatizada de sesiones y negociaciones, ofrece una mirada inédita a las gestiones multilaterales que respaldaron la voluntad popular expresada en las urnas. El libro explora las tensiones internas de la OEA, el rol de países clave, la resistencia institucional frente a intentos de alteración democrática y los aprendizajes que la experiencia guatemalteca deja para la defensa de la democracia en las Américas. 

## Publicaciones
- Diplomacia de Crisis: Guatemala, la OEA y la esperanza democrática en 2023 (2025). [31]